# English Bicknor Castle

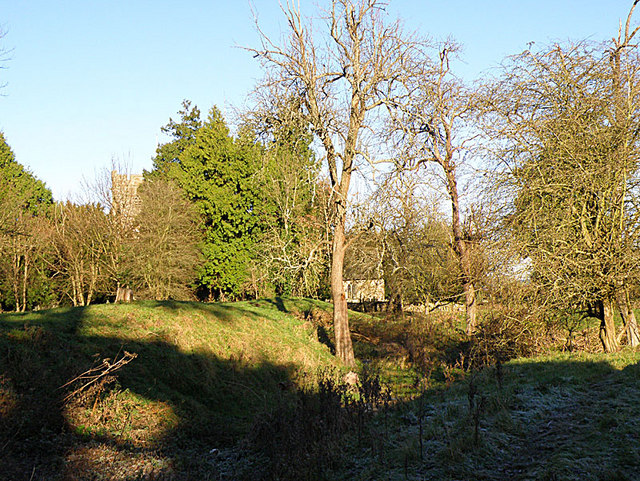
Die Ruine von English Bicknor Castle

English Bicknor Castle ist eine Burgruine im Dorf English Bicknor in der englischen Grafschaft Gloucestershire.

## Geschichte und Konstruktion
Die Motte wurde vermutlich im 11. Jahrhundert erbaut, auch wenn einige Quellen von einem Bau Anfang des 12. Jahrhunderts ausgehen.
Der Mound lag im Zentrum zweier konzentrischer Mauern der Vorburg, sodass eine ungefähr kreisrunde Burg mit etwa 135 Metern Durchmesser entstand. Der Mound lag in der Südwestecke der Anlage, wo das Gelände von der Burg weg abfällt. So war die Burg zusätzlich gegen Angriffe von dieser Seite geschützt. Ein steinerner Donjon mit quadratischem Grundriss könnte zu einem späteren Zeitpunkt auf dem Mound errichtet worden sein und eine Kirche entstand in der Vorburg.
Zu Beginn des Bürgerkrieges der Anarchie stand die Burg unter der Kontrolle des mächtigen Miles de Gloucester.
Am Ende des Bürgerkrieges entkam die Burg der Zerstörung und war Anfang des 13. Jahrhunderts immer noch in Benutzung. Damals gehörte sie William Avenel. Es ist nicht bekannt, wann sie endgültig zu einer Ruine verfiel.